# Chaz Williams
Chaz Calvaron Williams (Brooklyn, Nueva York, USA; 6 de abril de 1991) más conocido como Chaz Williams es un baloncestista estadounidense que pertenece a la plantilla del UMFN Njarðvík de la Úrvalsdeild karla. Con 1,75 metros de estatura, juega en la posición de base.

## Trayectoria deportiva
Willett se formó en Bishop Ford Central Catholic High de su ciudad natal en Brooklyn, Nueva York. En 2009, ingresó en la Universidad Hofstra, situada en Hempstead, Nueva York, donde jugó durante una temporada la NCAA con los Hofstra Pride. Tras una temporada en blanco, en 2011 ingresa en la Universidad de Massachusetts Amherst, situada en Amherst, Massachusetts, con el que jugaría otras tres temporadas con los UMass Minutemen, desde 2011 a 2014. 
Tras no ser drafteado en 2014, el 9 de agosto de 2014 firma por el Eskişehir Basket Spor Kulübü de la Basketbol Süper Ligi. El 14 de noviembre de 2014, finalizó su etapa en Turquía, tras solo disputar 5 partidos. 
El 20 de febrero de 2015, regresa a Estados Unidos para jugar la NBA G League con los Maine Red Claws. El 8 de marzo de 2015, fue despedido tras jugar 3 partidos y unas semanas más tarde, fue adquirido por los Delaware 87ers.
En 2016, regresa a Europa para jugar en el Lions de Genève de la LNA, la primera división del baloncesto suizo.
El 2 de julio de 2017 firmó con el Korihait de la Korisliiga finlandesa, en el que estuvo hasta el 23 de noviembre de 2017. En 11 partidos, Williams promedió 12,6 puntos y 3,8 asistencias por partido.
El 24 de enero de 2018, Williams firmó con UMF Þór Þorlákshöfn de la Úrvalsdeild karla, donde disputó 8 partidos en los que promedió 15,8 puntos, 4,8 asistencias y 2,9 robos por partido.
En febrero de 2019, Williams firmó con Wilki Morskie Szczecin de la Liga Polaca de Baloncesto.
El 6 de noviembre de 2019, Williams regresó a Islandia y firmó con UMFN Njarðvík de la Úrvalsdeild karla.
El 22 de agosto de 2020, firmó con KK Pelister de la Prva Liga, la máxima categoría del baloncesto macedonio, donde promedió 19,4 puntos, 7,8 asistencias, 4,6 rebotes y 1,8 robos por partido. 
En la temporada 2021-22, firma con el KK Kožuv de la Prva Liga, la máxima categoría del baloncesto macedonio.
El 6 de enero de 2022 firmó con Aix Maurienne Savoie Basket de la LNB Pro B.
El 5 de septiembre de 2022, firma por el Club Ourense Baloncesto de la Liga LEB Oro.
El 27 de mayo de 2023, regresa al UMFN Njarðvík de la Úrvalsdeild karla.